# Ruth Elder
Ruth Elder   (Anniston, 8 de setembre de 1902 - San Francisco, 9 d'octubre de 1977) va ser una pionera de l'aviació i actriu de cinema. Portava el certificat de pilot privat P675 i era coneguda com la "Miss America de l'Aviació". Va ser membre fundadora dels Ninety-Nines, una organització internacional de dones pilots.
L'octubre de 1927 es va enlairar de Nova York amb un aeroplà del tipus Stinson Detroiter que duia el nom d'American Girl. El copilot era George Haldeman. Amb aquell vol, Ruth pretenia convertir-se en la primera dona voladora d'un avió transatlàntic. Els problemes mecànics els van fer abandonar l'avió a 730 kilòmetres al nord-est de les Açores, a l'altura de Galícia i a 1000 kilòmetres d'aquesta regió espanyola, en la posició 43º34'N, 21º39'W. Van establir un nou rècord de vol de resistència sobre l'aigua d'uns 4250 kilòmetres. També va ser en aquell moment el vol més llarg mai fet per una dona. Rescatats per un vaixell, ella i George van ser homenatjats amb una desfilada al seu retorn.

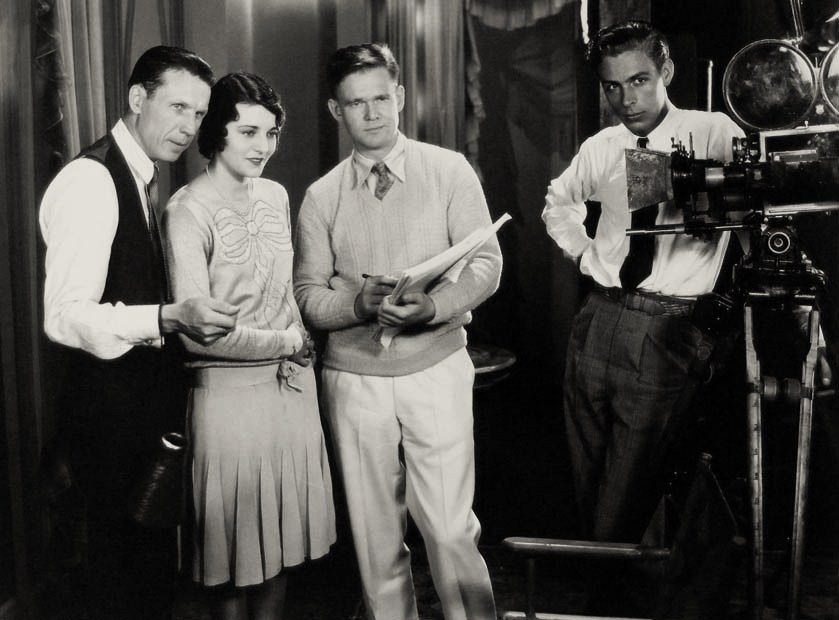
Ruth Elder a Moran of the Marines (1928)

Després del seu vol, es va embarcar en una sèrie de conferències lucratives i se li va oferir un contracte de pel·lícula. Va protagonitzar Moran of the Marines (1928) i The Winged Horseman (1929).
El 1929 va entrar al primer Women's Air Derby (derbi aeri per a dones), volant amb la seva avioneta Swallow, amb matrícula NC8730, i va quedar la cinquena.
Es va casar sis vegades. Es va casar el 29 d'agost de 1929 amb Walter Camp júnior, fill del primer innovador del futbol americà del mateix nom, però va sol·licitar el divorci a Reno, Nevada, el 14 de novembre de 1932. El seu darrer matrimoni va ser amb Ralph P. King, amb qui va estar casada durant 21 anys i que li va sobreviure. Havia patit enfisema durant diversos anys abans de morir. Va tenir un fill, William Trent Gillespie (1940-2008), del seu matrimoni amb el pioner dels efectes cinematogràfics A. Arnold Gillespie.
Va treballar com a secretària executiva en la indústria de l'aviació en la seva carrera posterior, contractada per Howard Hughes, que inicialment havia oblidat qui era.
El 2013, es va publicar un llibre juvenil inspirador titulat Flying Solo: How Ruth Elder Soared into America's Heart, escrit per Julie Cummins i il·lustrat per Malene R. Laugesen. Es diu que el personatge principal de la sèrie de llibres Ruth Darrow Flying Stories està basat en Ruth Elder. El 2016, la seva història es va explicar en versió novel·lada a Crossing the Horizon de Laurie Notaro.